# Ghana vid världsmästerskapen i simsport 2022
Ghana tävlade vid världsmästerskapen i simsport 2022 i Budapest i Ungern mellan den 17 juni och 3 juli 2022. Ghana hade en trupp på tre idrottare.

## Simning
| Idrottare     | Gren                          | Heat    | Heat      | Semifinal        | Semifinal        | Final            | Final            |
| Idrottare     | Gren                          | Tid     | Placering | Tid              | Placering        | Tid              | Placering        |
| ------------- | ----------------------------- | ------- | --------- | ---------------- | ---------------- | ---------------- | ---------------- |
| Zaira Forson  | Damernas 200 meter frisim     | 2.20,83 | 37        | Gick inte vidare | Gick inte vidare | Gick inte vidare | Gick inte vidare |
| Zaira Forson  | Damernas 200 meter medley     | 2.41,45 | 38        | Gick inte vidare | Gick inte vidare | Gick inte vidare | Gick inte vidare |
| Kaya Forson   | Damernas 50 meter frisim      | 29,25   | 67        | Gick inte vidare | Gick inte vidare | Gick inte vidare | Gick inte vidare |
| Kaya Forson   | Damernas 100 meter frisim     | 1.03,19 | 51        | Gick inte vidare | Gick inte vidare | Gick inte vidare | Gick inte vidare |
| Abeku Jackson | Herrarnas 50 meter fjärilsim  | 24,11   | 37        | Gick inte vidare | Gick inte vidare | Gick inte vidare | Gick inte vidare |
| Abeku Jackson | Herrarnas 100 meter fjärilsim | 54,67   | 44        | Gick inte vidare | Gick inte vidare | Gick inte vidare | Gick inte vidare |